# Liebstadiidae
Liebstadiidae zijn  een familie van mijten. Bij de familie zijn 9 geslachten met circa 55 soorten ingedeeld.

## Taxonomie
De volgende taxa zijn bij de familie ingedeeld:
- Geslacht Angullozetes Hammer, 1967
  - Angullozetes rostratus Hammer, 1967
- Geslacht Areozetes Hammer, 1961
  - Areozetes altimontanus Hammer, 1961
- Geslacht Berndibula Mahunka, 2000
  - Berndibula bisculpturata Mahunka, 2000
- Geslacht Cordiozetes Mahunka, 1983
  - = Mixoribatula Mahunka, 1987
  - Cordiozetes clavisetus Mahunka, 1983
  - Cordiozetes olahi Mahunka, 1987
- Geslacht Haloribatula Schuster, 1957
  - Haloribatula tenareae Schuster, 1957
- Geslacht Liebstadia Oudemans, 1906
  - = Irinobates Krivolutsky & Christov, 1970
  - = Rajskibates J. & P. Balogh, 1984
  - = Pseudoprotoribates Weigmann & Monson, 2004
  - Liebstadia piligera Balogh, 1958
  - Liebstadia humerata Sellnick, 1928
  - Liebstadia similis (Michael, 1888)
  - Liebstadia (Liebstadia) Oudemans, 1906
    - Liebstadia (Liebstadia) gallardoi (Morell, 1987)
    - Liebstadia (Liebstadia) gratiosa (Vasiliu y Călugăr, 1973)
    - Liebstadia (Liebstadia) humerata Sellnick, 1928
    - Liebstadia (Liebstadia) longior (Berlese, 1908)
    - Liebstadia (Liebstadia) mongolica Bayartogtokh, 2001
    - Liebstadia (Liebstadia) neonominata Subías, 2004
    - Liebstadia (Liebstadia) pannonica (Willmann, 1951)
    - Liebstadia (Liebstadia) parabadensis (Kulijev, 1968)
    - Liebstadia (Liebstadia) pilosa (Krivolutsky & Christov, 1970)
    - Liebstadia (Liebstadia) saifulmalukensis (Hammer, 1977)
    - Liebstadia (Liebstadia) similis (Michael, 1888)
    - Liebstadia (Liebstadia) tenuis (Ayyildiz & Luxton, 1989)

  - Liebstadia (Lagenobates) Weigmann & Miko, 2002
    - Liebstadia (Lagenobates) lagenula (Berlese, 1904)
    - Liebstadia (Lagenobates) luxtoni (Weigmann & Monson, 2004)
- Geslacht Maculobates Hammer, 1962
  - = Subulobates Hammer, 1972
  - Maculobates albulus (Hammer, 1972)
  - Maculobates breviporosus Mahunka, 1980
  - Maculobates bruneiensis Ermilov, Chatterjee & Marshall, 2013
  - Maculobates dubius Hammer, 1971
  - Maculobates endroedyyoungai Mahunka, 1989
  - Maculobates longiporosus Hammer, 1962
  - Maculobates longus Hammer, 1967
  - Maculobates luteomarginatus Hammer, 1967
  - Maculobates luteus Hammer, 1967
  - Maculobates magnus Hammer, 1967
  - Maculobates minor Hammer, 1967
  - Maculobates nordenskjoeldi (Trägårdh, 1907)
  - Maculobates ventroacutus Hammer, 1971
  - Maculobates vulgaris Hammer, 1967
- Geslacht Poroscheloribates Arillo, Gil‒Martín & Subías, 1994
  - Poroscheloribates canariensis Arillo, Gil‒Martín y Subías, 1994
- Geslacht Reductobates Balogh & Mahunka, 1966
  - = Ingella Hammer, 1967
  - Reductobates bicolor (Hammer, 1973) (Ingella)
  - Reductobates brassi Balogh, 1970
  - Reductobates bullager (Hammer, 1967) (Ingella)
  - Reductobates humeratus Balogh y Mahunka, 1966
  - Reductobates latiohumeralis Hammer, 1972